# Šavarš Karapetyan
Šavarš Vladimiri Karapetyan (in armeno Շավարշ Կարապետյան?; Kirovakan, 19 maggio 1953) è un nuotatore armeno ex-sovietico, noto per aver salvato nel 1976 molte persone in un grave incidente di un autobus.

## Biografia
Nato nella terza città armena per popolazione (oggi chiamata di nuovo Vanadzor), la sua famiglia si trasferì a metà anni '60 nella capitale Erevan, dove inizialmente imparò il mestiere di meccanico, una volta terminata la scuola dell'obbligo. Su consiglio di un amico e seguito anche costantemente dal padre, imparò il nuoto già da bambino e già nel 1970 arrivò a vincere una gara per l'Armenia sovietica con il nuoto a dorso e lo stile libero, ma nessuno ne comprese le capacità in quel frangente.
Viene narrato che la svolta arrivò qualche mese dopo, a metà settembre, quando Karapetyan ricevette il consiglio di passare alle immersioni subacquee e ai relativi sport subacquei. Iniziò una carriera brillante, che lo portò a vincere decine di titoli sportivi a livello federale sovietico e anche in ambito internazionale. Ma Karapetyan sarebbe passato alla storia per altri meriti, contribuendo più volte a salvare la vita di molte persone in diversi incidenti e disastri stradali, per le quali avrebbe ricevuto diverse onorificenze e persino il nome di un asteroide (il 3027 Shavarsh).

### Salvataggio di vite

#### Incidente del 1974
Karapetyan si trovava su di un autobus, quando il conducente si fermò a controllare un possibile guasto meccanico, portando il veicolo a cominciare a scivolare da un dirupo. L'atleta intervenne subito per separare il compartimento passeggeri da quello del guidatore, per poi prendere il comando del volante e allontanare l'autobus dal baratro.

#### Incidente al lago Erevan del 1976
Il 16 settembre 1976 Karapetyan stava facendo jogging insieme a suo fratello vicino al lago Yerevan (a pochi km dall'omonima capitale armena), quando sentì un forte rumore: un autobus carico di un centinaio di persone aveva perso il controllo ed era precipitato nel lago. Nonostante l'acqua del lago fosse molto sporca (a causa delle acque reflue) e non fosse pertanto possibile vedere sott'acqua, l'atleta non ebbe esitazioni a tuffarsi per salvare quante più vite possibili. Cominciò a immergersi più volte per una trentina di secondi ciascuna, aiutandosi con le gambe e le mani per tirare fuori le persone dall'autobus precipitato, aiutato anche dal fratello. Riuscì a tirare fuori più di 40 persone, ma soltanto 20 sarebbero sopravvissute all'incidente.
A causa delle ferite riportate, Karapetyan fu costretto a un lungo ricovero in ospedale, dovuto ad una grave polmonite e ad una sepsi che lo porteranno poi a dover anche interrompere la sua carriera atletica.

#### Incendio del 1985
Il 15 febbraio 1985 Karapetyan si trovava vicino al complesso Demircian quando scoppiò un incendio che intrappolò le persone all'interno della struttura. Ancora una volta, l'atleta armeno riuscì a partecipare ai soccorsi insieme ai vigili del fuoco, e venendo ospedalizzato.